# Teatro Odeón (Buenos Aires)

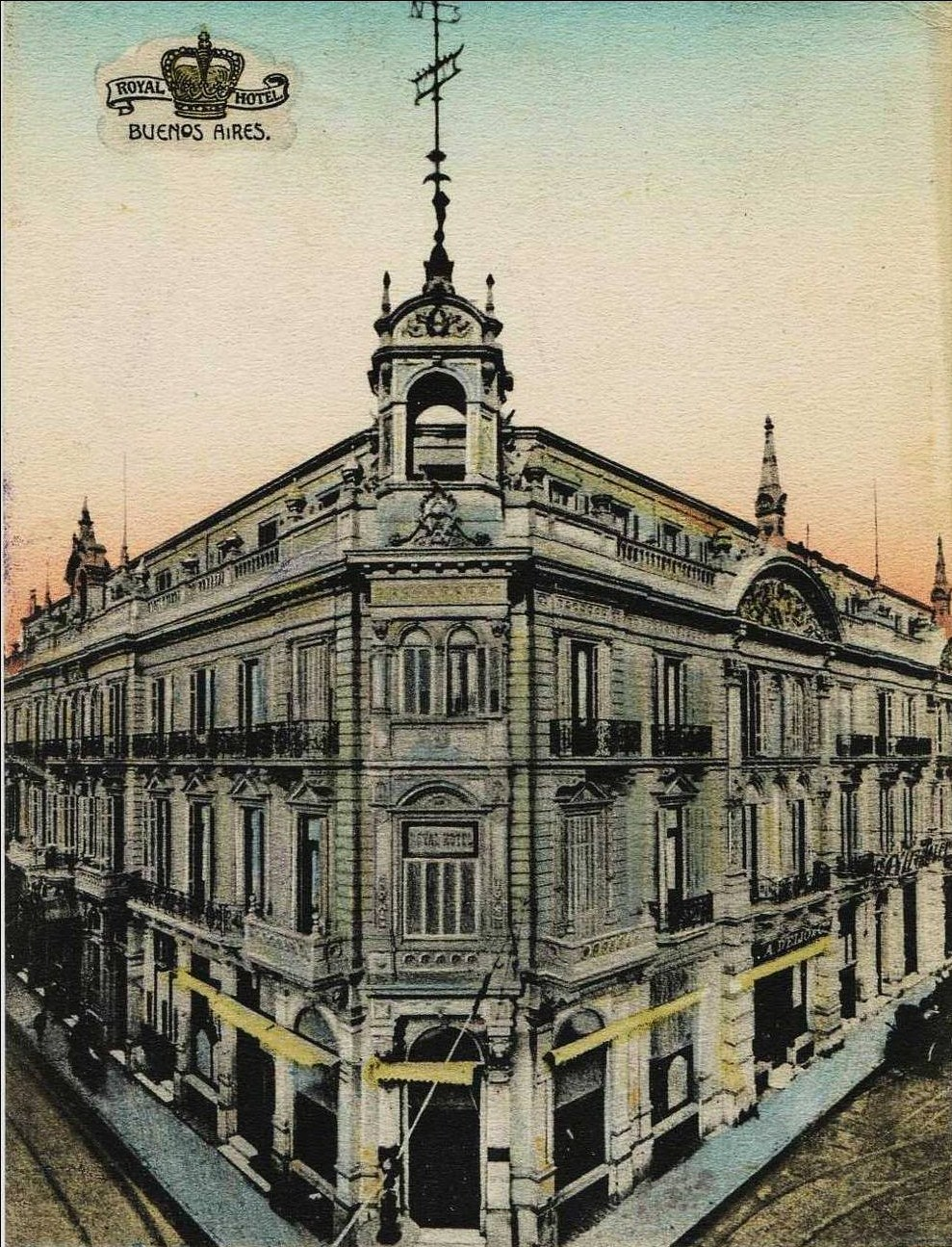
Vista del Royal Hotel en Corrientes y Esmeralda (ca. 1900)

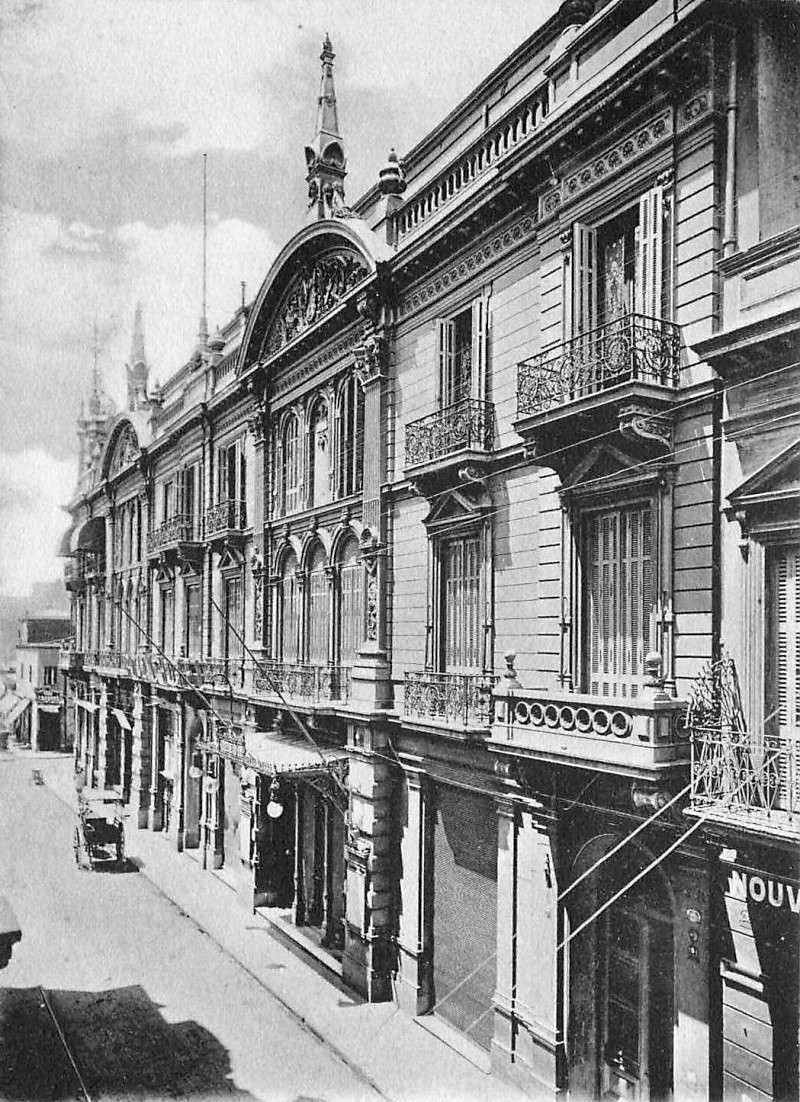
Vista de la entrada al Teatro Odeón desde Esmeralda (ca. 1900)

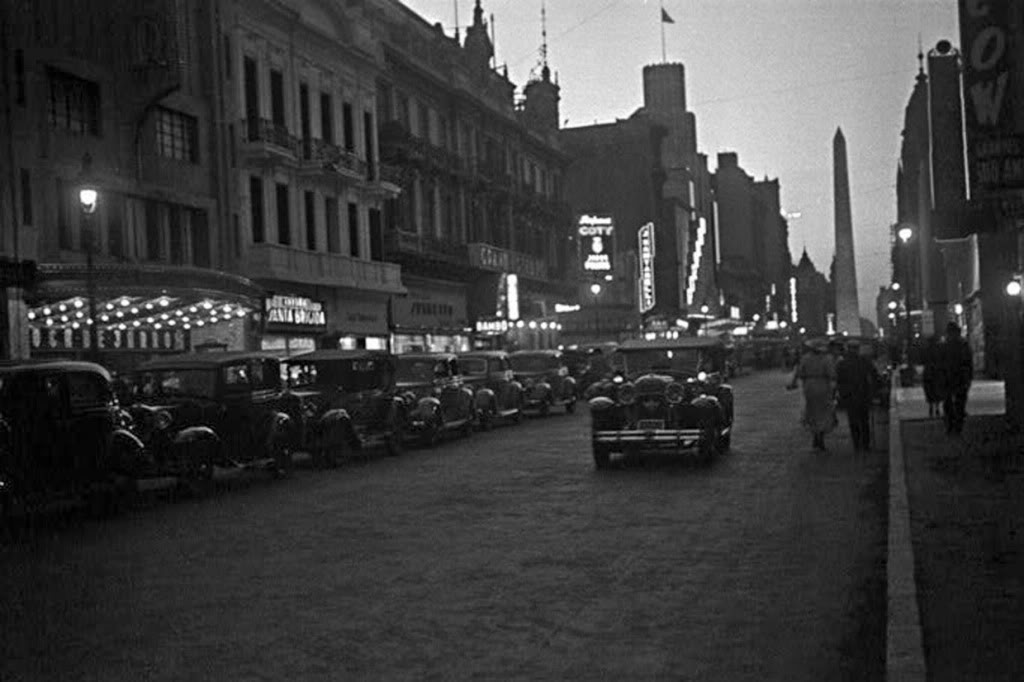
El tercer edificio desde la izquierda (1936).

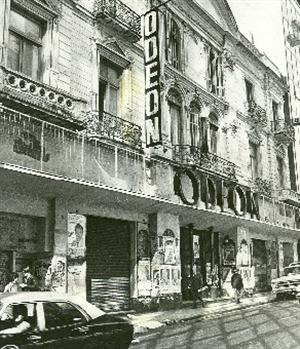
El deteriorado Odeón (ca. 1985)

El Teatro Odeón fue un teatro situado en la calle Esmeralda, casi esquina con la avenida Corrientes  en Buenos Aires, Argentina. 

## Historia del teatro
Fue construido en 1891 por iniciativa del empresario cervecero alemán Emilio Bieckert, en el lote en donde antes había existido el Teatro Edén, y se transformó uno de los teatros más importantes de la ciudad durante el siglo XX. Proyectado por el arquitecto alemán Ferdinand Moog con estilo italianizante, tenía detalles eclécticos como pináculos góticos, heredados de la cultura originaria de Moog y Bieckert. En forma de herradura, tenía capacidad para 800 espectadores. Además del teatro, el edificio alojaba en sus pisos superiores el Royal Hotel (propiedad de L. Schaefer) y el local de la ochava, el restaurante Royal Keller. 
En el teatro tuvieron lugar numerosos eventos culturales de importancia. En julio de 1896 se realizó la primera proyección cinematográfica en Argentina y el año siguiente tuvo lugar en su sala el congreso que decidió la candidatura de Julio Argentino Roca para su segunda presidencia de la nación. 
En 1937 la actriz exiliada Margarita Xirgu representó Yerma y Doña Rosita la soltera de Federico García Lorca entre otras obras. Por aquellos años, el hotel pasó a llamarse Gran Hotel Roi y su ochava fue modificada para ampliar la entrada al establecimiento. Con el paso de los años el edificio siguió reformándose y degradándose, con agregados modernos como una gran marquesina para la cual se destruyó parte de la fachada. Para fines del siglo XX, el frente del teatro presentaba un estado de abandono y fuerte deterioro, habiendo perdido mucha ornamentación original y sus pisos superiores ruinosos.
En 1985 fue declarado inmueble protegido "por su interés cultural y arquitectónico" según la ley 14.800, de 1959, la cual declara de interés nacional la actividad teatral. Sin embargo esta protección fue revocada por la administración del intendente Carlos Grosso y en 1991 el edificio fue demolido, empleándose el espacio para la construcción de un aparcamiento de vehículos (o "playa de estacionamiento"). 
Entre quienes se destacaron para impedir que se demoliera la cantante Susana Rinaldi, llegó a pararse con un megáfono en la propia puerta del teatro alertando sobre lo que iba a pasar. 
Más tarde, durante la presidencia de Carlos Menem, su ministro de Economía, Roque Fernández, liberó al propietario de la obligación legal de construir allí un nuevo teatro. Contra esa decisión, Beltrán Gambier promovió una acción de amparo ante la justicia federal contencioso administrativa que fue acogida favorablemente. La sentencia, que quedó firme, no fue suficiente para que la ley 14.800 se cumpliera porque la ley no estaba reglamentada. Beltrán Gambier pidió la reglamentación de la ley y más tarde la Fundación Poder Ciudadano, promovió una acción de amparo con el fin de que se obligara al poder ejecutivo a reglamentar la ley. La justicia federal contencioso administrativa hizo lugar en primera instancia al planteo de la mencionada organización cívica, pero la sentencia fue apelada y dejada sin efecto por la cámara del fuero con un controvertido fallo negando legitimación procesal a Poder Ciudadano.
En 2010 se presentó el proyecto de la Torre Odeón, un emprendimiento de oficinas diseñado por Dujovne-Hirsch con una altura de 124 metros, ocupando el terreno donde antes se erguía el teatro. El comienzo de la construcción fue en el año 2012. El edificio se inauguró en 2019 y cuenta con 37 plantas de oficina, locales comerciales y 2 teatros.

## Funciones históricas
En el escenario del Odeón porteño se registraron acontecimientos de la historia del teatro argentino, escenario obligado de las compañías locales y visitantes de la ciudad. Entre ellos, estrenos de óperas, zarzuelas, piezas teatrales y comedias musicales como los que se destacan a continuación:
En 1897, la compañía Maria Guerrero-Fernando Diaz de Mendoza y al año siguiente, su rival María Tubau estrena El gran mundo de Dumas, seguida en 1903 por la compañía de Carmen Cobeña y la de Enrique Borrás en 1907.
Ya en 1913 Leopoldo Lugones dio una serie de conferencias sobre el Martin Fierro, el dúo Gardel-Razzano en 1917, y la compañía de Angelina Pagano en 1918. 
En 1937 Margarita Xirgu representó Yerma y Doña Rosita la soltera de Federico García Lorca entre otras obras. También, Luigi Pirandello en 1927 con su compañía Teatro d'Arte. Antes se habían presentado las compañías Alemana de Arte Dramático dirigida Eugen Kloepfer en 1934 y la francesa Teatro Libre de Antoine en 1903.
En 1932 se estrenó Amanda y Eduardo de Armando Discépolo dirigida por Enrique Susini con Iris Marga y Mecha Ortiz. Ese año, el joven Enrique "Mono" Villegas estrenaba Concierto para piano y orquesta de Maurice Ravel. El célebre pianista Wilhelm Kempff tocó en 1934.
Para 1944 se estrenó Una viuda difícil de Conrado Nalé Roxlo con Paulina Singerman. En la temporada 1945 estrenó La novia de arena de Homero Manzi con Orestes Caviglia y Delia Garcés y Claudia de Rose Franken también con Delia Garcés. El 6 de junio de 1945, Mecha Ortiz estrena La señora Ana luce sus medallas.
La compañía argentina de comedias de Amelia Bence y Alberto Closas en 1951 con La estrella cayó en el mar de Eduardo Borrás, en 1952 Lola Membrives estrena Las tres perfectas casadas, el estreno mundial de La tercera palabra de Alejandro Casona dirigida por su autor en 1954 y al año siguiente Corona de amor y muerte.
La compañía de Madeleine Renaud-Jean Louis Barrault también actuó en el Odeon porteño para su temporada de teatro francés en 1950 con Partage de midi de Paul Claudel y El proceso de Franz Kafka adaptado por André Gide.
En 1951 el estreno de Seis personajes en busca de un autor con Diana Torrieri y el joven Vittorio Gassman y en 1954 el Piccolo Teatro di Milano con Giorgio Strehler y Paolo Grassi estrenaron L'imbecile de Pirandello y "Arlequin" de Carlo Goldoni.
Francisco Petrone dirigió  La gata sobre el tejado de zinc caliente, con Inda Ledesma y Duilio Marzio en la década de 1960.
En 1962 se presentó Niní Marshall y en 1967 Libertad Lamarque hizo Hello Dolly en puesta de Daniel Tinayre que luego dirigió a Nati Mistral en Anillos para una dama de Antonio Gala en 1976. 
En 1974 la producción de China Zorrilla de Arlequino de Goldoni protagonizada por Ulises Dumont y Gianni Lunadei.
En 1975 Aníbal Troilo se presenta un día antes de su fallecimiento tocando entre otras "Danzarín" y  La última curda.
En 1977 Les Luthiers presenta su espectáculo "Mastropiero que nunca", que finalizaría sus actuaciones en el Teatro Coliseo. 
En 1982, Valeria Lynch se presenta por primera vez en un show propio donde asisten miles de personas, se llamó Valeria Lynch: En Concierto, dónde presentó su LP "Quiereme"
Se presenta Astor Piazzolla en concierto; el grupo de rock Los Gatos grabó en vivo en el teatro el 4 de diciembre de 1970 para un disco que recién fue editado 17 años más tarde; Luis Alberto Spinetta se presentó con su grupo Pescado Rabioso en 1972; Les Luthiers en 1976-77; en 1979 Sergio Renàn y Gigí Ruá protagonizaron el exitoso "Drácula"; en 1981 Cipe Lincovsky como Sarah Bernhardt en La divina Sara; Susana Rinaldi en Hoy como ayer de María Elena Walsh en 1982 y Osvaldo Pugliese en 1987.